# Netzwerktechniker

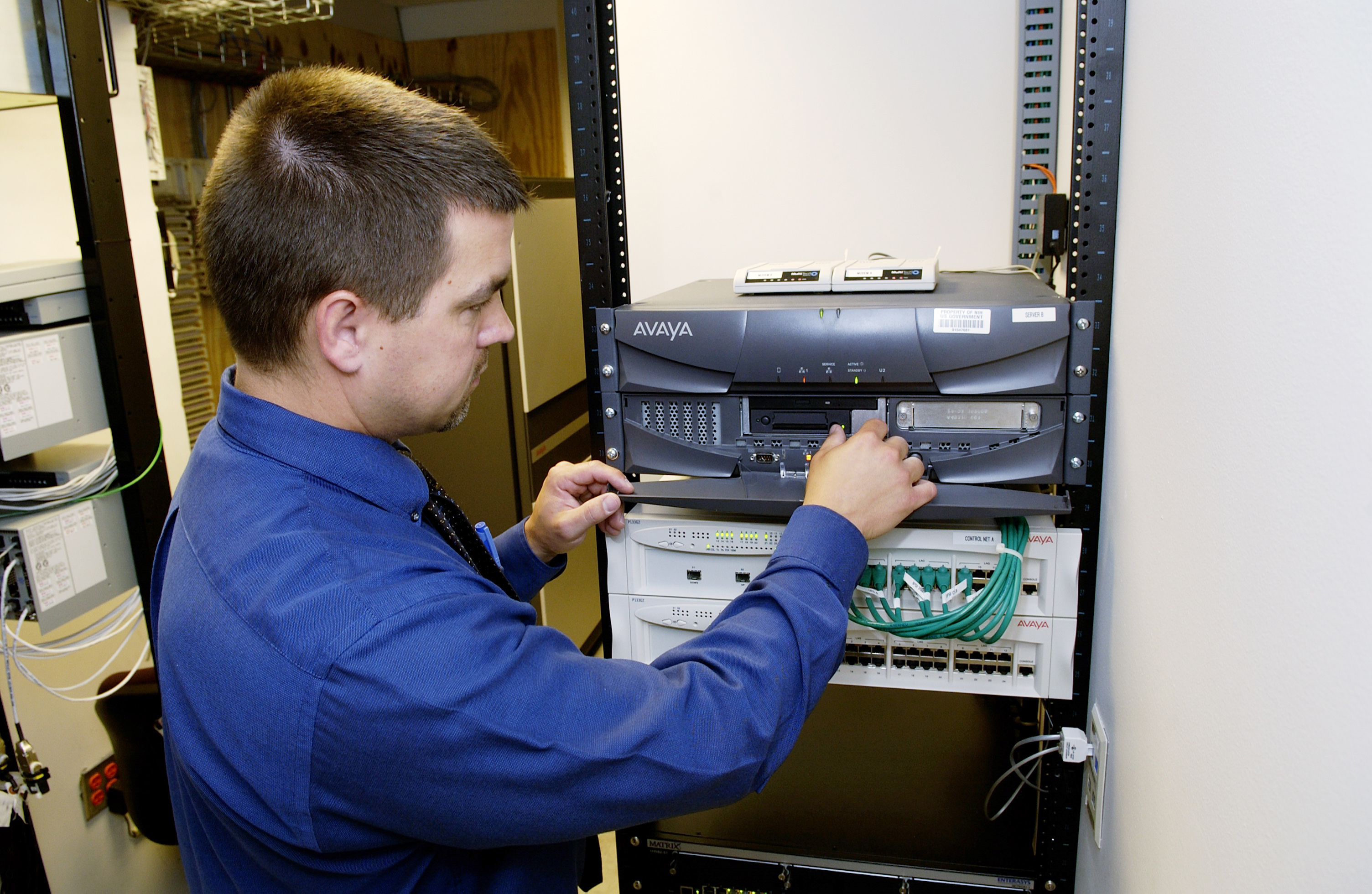
Ein Netzwerktechniker kontrolliert einen Netzwerk-Server

Ein Netzwerktechniker befasst sich mit Computer-Netzwerken auf Hardware- sowie Softwarebasis. Er plant Computer-Netzwerke und wartet sie, ebenso Netzwerkgeräte wie bspw. Router sowie Hubs/Switches und am Netzwerk angeschlossene Computer. Der Beruf eines Netzwerktechnikers wird in Deutschland mit den Berufsbildern Fachinformatiker für Systemintegration und IT-Systemelektroniker abgebildet.